# Вымский диалект коми языка
Вымский диалект — одно из наречий коми-зырянского языка. Распространён среди вымичей, субэтноса коми, проживающих в бассейне реки Вымь и у Синдорского озера, в Княжпогостском и Усть-Вымском районах республики Коми. Относится к группе нуль-эловых диалектов.

## Лингвогеография
Диалект неоднороден. Выделяются три зоны: верхневымские, средневымские говоры и говоры переходной зоны. Средневымские говоры распространены вокруг города Емва. Первые две группы имеют некоторые лексические, морфологические и фонетические различия. Говоры переходной зоны имеют особенности нижневычегодского диалекта.

## История изучения
Изучаться начал в конце XIX века, в те времена диалект не выделялся как отдельный: верхневымские говоры относили к ижемскому диалекту, а остальные — к нижневычегодскому. Д. Р. Фокош-Фукс отделил наречие. Целенаправленные исследования идиома начались в 40-х годах XX века Т. И. Жилиной. Также диалект изучался В. А. Ляшевым.

## Лингвистическая характеристика
В диалекте присутствуют долгие фонемы ыы, уу, оо, ӧӧ (кыы вместо кыв — «язык, слово», лоо вместо лов — «душа»). Сохранился след закрытых гласных верхнесреднего  подъёма, которые существовали в древнепермском языке (шуй вместо шой — «труп»). Под влиянием переднерядных гласных и и е заднерядные г и к подвергаются качественному изменению (терка вместо керка — «изба»). В сочетаниях -ст, -сьт и -шт выпадает т в конце слова (весь вместо весьт — «мера длины»).  Наблюдается дезаффрикатизация перед зубными согласными (визь нимъяс — «названия лугов»). Для наречия характерна постановка ударения на первый слог, однако гласные а и ӧ в непервых слогах могут перетянуть ударение на себя.
Падежный суффикс -лы, служащий для оформления имени в роли подлежащего и прямого объекта, характерен для диалекта (Челядьлы сьӧкта ме бытті — «трудно я растила своих детей»). В отдалительном падеже существительное имеет показатели -сянь и -ыседз (Веслянаыседз йӧзыс волісны — «Из Весляны люди приезжали»). В винительном падеже к местоимениям зачастую добавляется суффикс -лы (сийӧлы — «его»).